# Chambre d'apprentissage des industries de l'ameublement

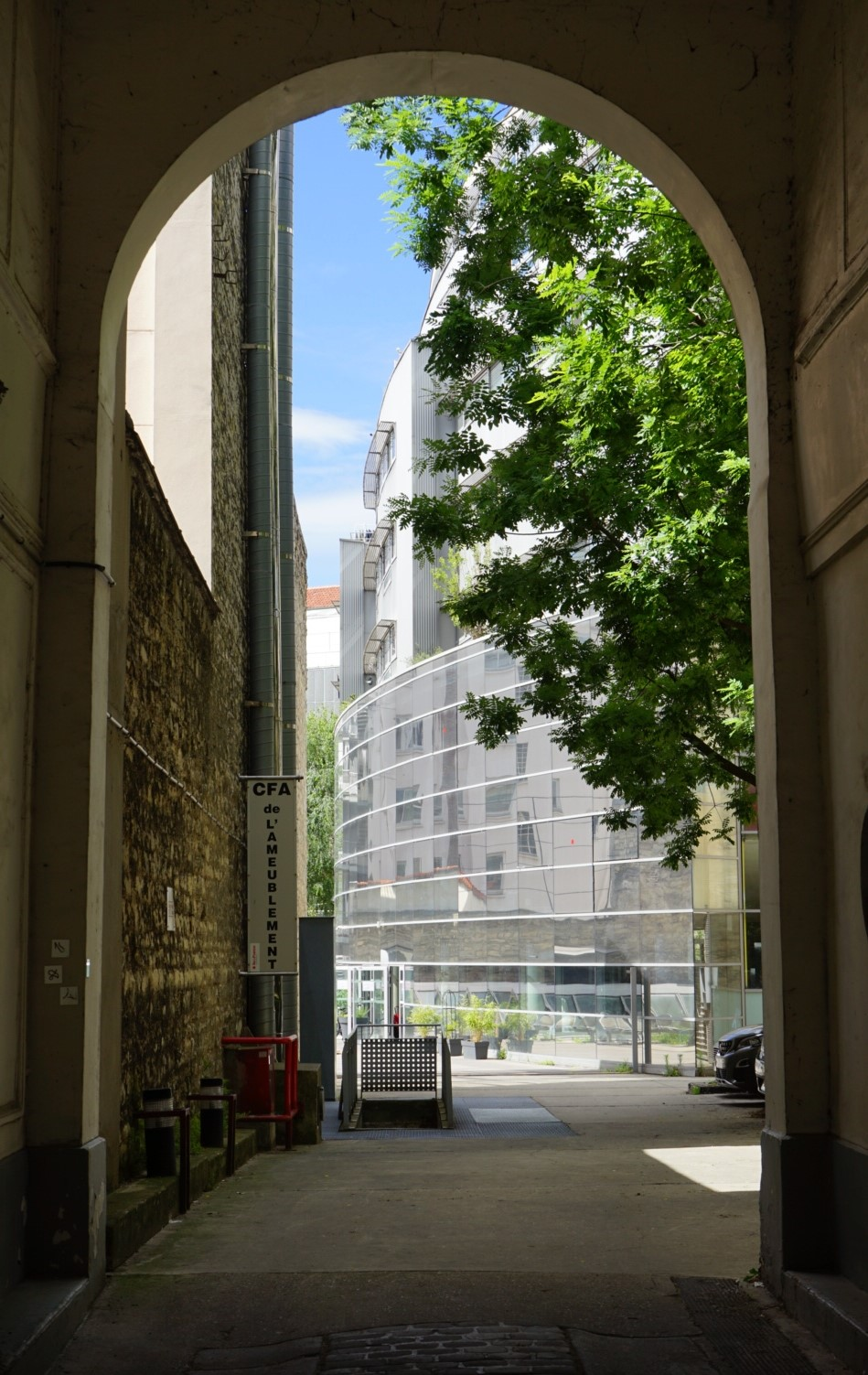
L'école de la Bonne Graine, au 200 bis, boulevard Voltaire à Paris. Après avoir investi divers lieux du Faubourg Saint-Antoine aux, cet emplacement est occupé par l'école depuis 1994.

La Chambre d'Apprentissage des Industries de l'Ameublement, anciennement le Patronage des enfants de l'ébénisterie, puis Patronage industriel des enfants de l'ébénisterie, est une association reconnue d'utilité publique, fondée le 5 avril 1866, qui a pour objet d'organiser et développer l'apprentissage dans les industries de l'ameublement.
Elle est aujourd'hui souvent désignée sous le nom d’École d'Ameublement de Paris - La Bonne Graine (depuis son établissement temporaire passage de la Bonne Graine à Paris). Elle est actuellement située au 200 bis, boulevard Voltaire, dans le 11e arrondissement de Paris. Son histoire est particulièrement liée à celle du quartier du Faubourg Saint Antoine.
Il s'agit du plus ancien et de l'un des principaux Centres de Formation d'Apprentis (CFA) d'Île-de-France dans les métiers de l'ameublement. C'est également le seul CFA en France délivrant des formations diplômantes en emballage professionnel et en dessin industriel d'ameublement.
Treize métiers de l'ameublement y sont actuellement enseignés : ébéniste, tapissier en décor, tapissier en siège, doreur à la feuille ornemaniste, encadreur, emballeur professionnel, dessinateur industriel d'ameublement, menuisier en sièges, marqueteur, tourneur sur bois, sculpteur sur bois, rentrayeur - restaurateur de tapis et rentrayeur - restaurateur de tapisseries.
L'essentiel de son enseignement se fait par la voie de l'apprentissage.

## Histoire

### Naissance et contexte: Le Patronage des enfants de l'ébénisterie
Le Patronage des enfants de l'ébénisterie (également référencé sous le nom Société pour l'assistance paternelle des enfants employés aux travaux de l'ébénisterie) est né à l'initiative d'Henri (ou Henry) Lemoine, ébéniste-tapissier et marchand de meubles notable sous Napoléon III, fils de l'ébéniste André Lemoine et héritier de la Maison Lemarchand. Il est le premier président de cette organisation.
Cette fondation a lieu dans la continuité d'un mouvement général durant le Second Empire de création de sociétés privées ayant pour objectif l'amélioration des conditions d'enseignement des apprentis. En effet, depuis l'abolition des corporations en 1791 avec la publication de la loi d'Allarde et des lois Le Chapelier, l'apprentissage des métiers par les enfants et les jeunes est privé de cadre juridique. La crainte et le constat d'abus et de manquements pour l'éducation des futurs artisans émergent alors,. De façon plus générale, la question du travail et de l'instruction des enfants et des jeunes, en particulier parmi la classe ouvrière émergente, est au cœur de nombreuses réflexions politiques.

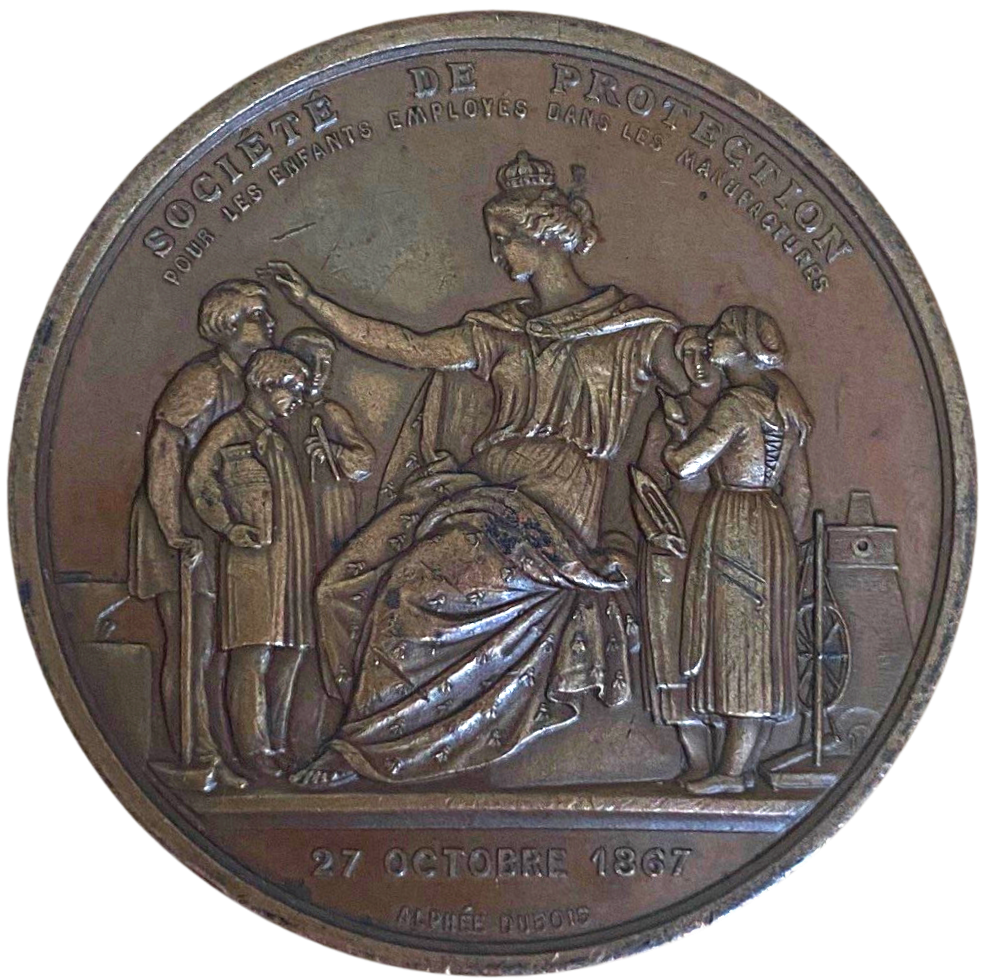
Médaille de la Société de protection des enfants employés dans les manufactures, commémorant la cérémonie du 27 octobre 1867 organisée sous la tutelle d'Eugénie de Montijo lors de l'Exposition Universelle.

Ainsi, la Société de Protection des Apprentis et des Enfants employés dans les manufactures nait en 1866, notamment sous l'influence de Jean-Baptiste Dumas qui en est le premier président. C'est cette société qui regroupe, encourage et récompense au départ d'autres regroupements ayant pour but l'instruction des enfants et jeunes ouvriers, dont fait partie le Patronage des enfants de l'ébénisterie. Ainsi, une partie des membres de la Société de Protection des Apprentis sont également présents parmi les membres du Patronage des enfants de l'ébénisterie et réciproquement. La Société de Protection des Apprentis bénéficie du patronage de l'Impératrice Eugénie dès 1867. Toutefois, si l'on perd la trace de la Société de Protection des Apprentis après 1914, le Patronage des enfants de l'ébénisterie perdure et renforce sa structure progressivement.
Bien que les premiers statuts de l'organisation mentionnent l'instruction des apprentis comme but à atteindre, la fonction du Patronage des enfants de l'ébénisterie consiste dans un premier temps à assurer le placement et la protection des apprentis dans les ateliers. Son rôle est notamment d'encadrer le recours au travail des jeunes et de permettre d'établir un contrat écrit entre les parents du futur apprenti et le patron. Le nombre de contrats ainsi signés augmente tout d'abord très lentement.

### Les concours du Patronage

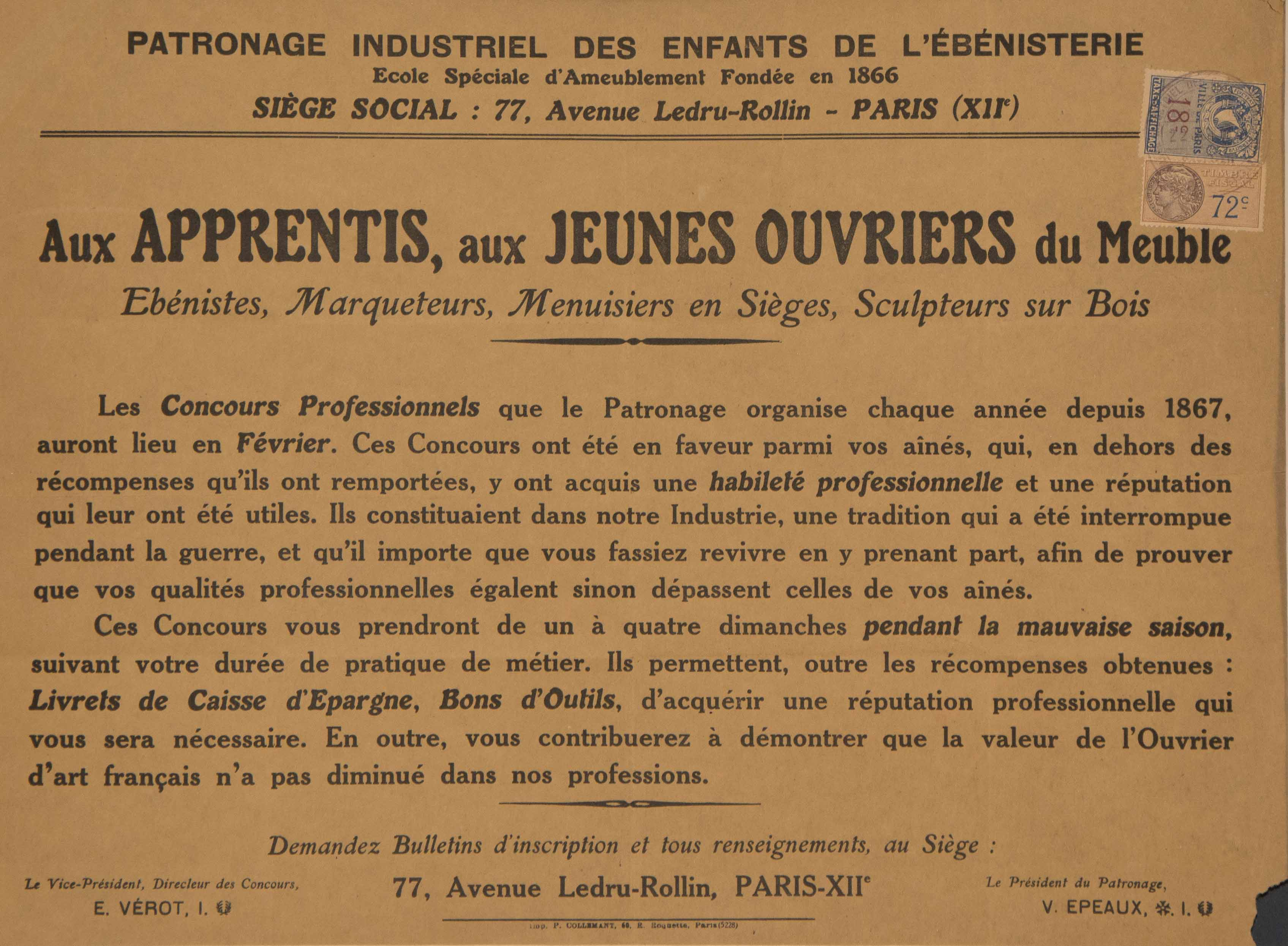
Affiche du Patronage Industriel des Enfants de l’Ébénisterie pour inciter les jeunes à participer aux concours professionnels. Entre 1912 et 1927

L'année suivant sa création, un concours de travail manuel est organisé par le Patronage entre les apprentis de même niveau. Ces concours concernent tout d'abord les apprentis tourneurs, les apprentis découpeurs, les apprentis menuisiers en sièges, les apprentis ébénistes, les apprentis sculpteurs et les apprentis marqueteurs. Les deux premières catégories d'apprentis (tourneurs et découpeurs) étant toutefois de moins en moins représentées, les concours organisés pour eux cessent au bout de quelques années. Les concours sont ouverts aux apprentis (qu'ils appartiennent ou non au Patronage) et aux jeunes ouvriers.
La guerre franco-allemande de 1870 empêche la tenue du concours cette année-là.
Les candidats sont tout d'abord disséminés parmi les ateliers volontaires pour exécuter leurs œuvres. Au début du XXème siècle, ces concours finissent par être hébergés chaque année dans les locaux de l’École Boulle, sur autorisation de la Préfecture de la Seine.

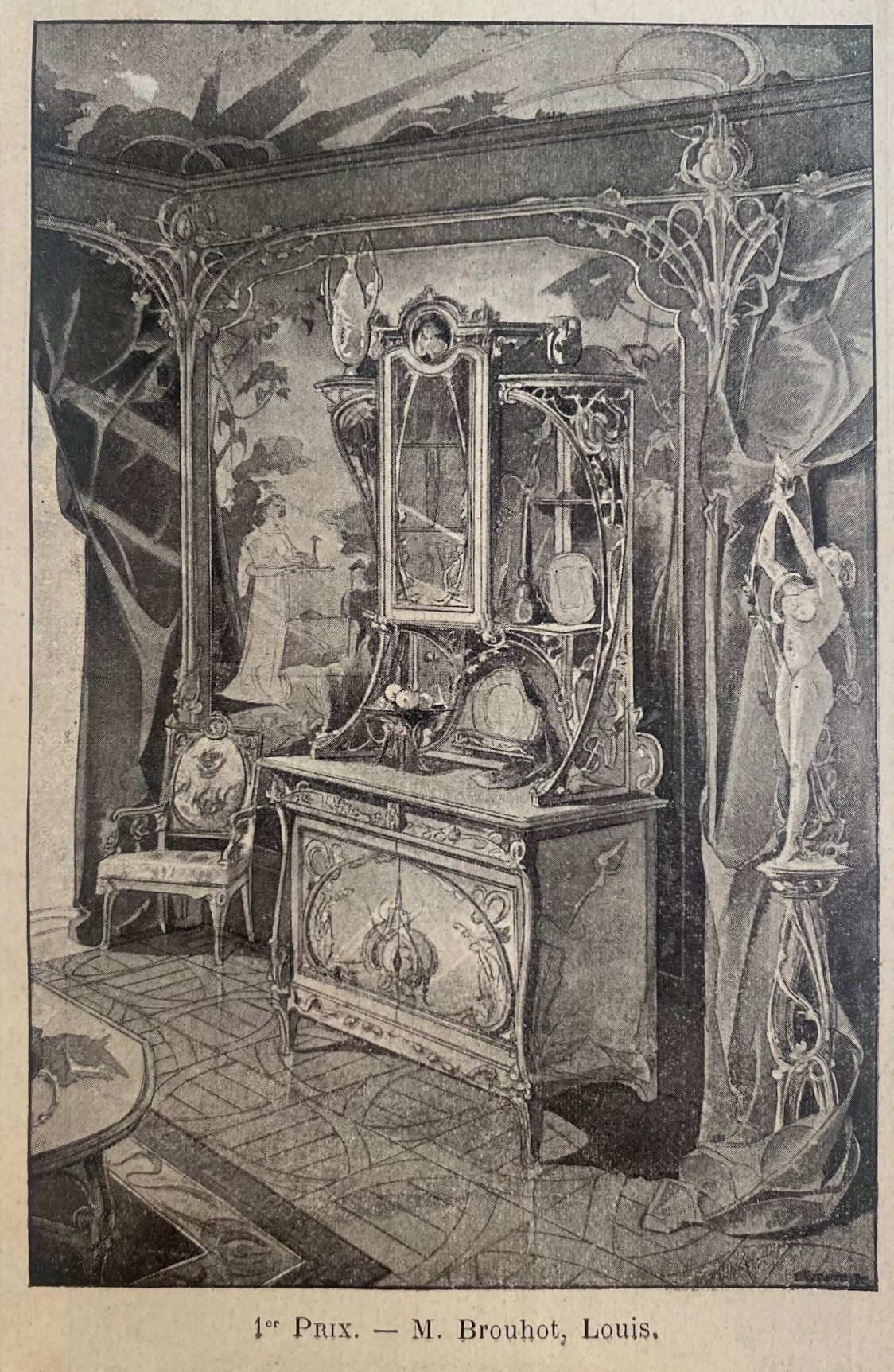
1er prix du concours de dessinateurs du Patronage - Louis Brouhot - 1898

En 1898, un nouveau concours annuel est créé par le Patronage Industriel des enfants de l'ébénisterie. Il s'agit d'un concours de dessin ouvert à tous comportant deux épreuves : une étude libre d'ensemble d'un sujet, et l'étude sur place d'un sujet restreint en lien avec le sujet principal en cinq heures et sans communication extérieure.
Ce concours est suivi d'une exposition des dessins et d'objets présentant un intérêt artistique envoyés par des artisans de tous bords : sculpteurs, brodeurs ou serruriers par exemple. La volonté derrière cette exposition est de provoquer les rencontres entre concepteurs et artisans manuels ainsi que d'attirer l'attention des employeurs sur la qualité professionnelle de ces travailleurs.
Les concours de dessinateurs rencontrent un vif succès et des élèves de différentes écoles professionnelles ou d'art décoratif s'y présentent chaque année. Après 1908, les concours de dessinateurs sont divisés en deux sections : l'une pour les élèves des écoles d'art décoratif, l'autre, plus difficile pour les dessinateurs sortis de ces écoles.
À partir de 1911, les concours sont divisés en deux grandes catégories : les concours professionnels avec trois disciplines (menuisiers en sièges, ébénistes et sculpteurs) et les concours de l'école de dessin avec quatre disciplines (géométrie, dessin technique, ornement et modelage).
Avec la création des diplômes nationaux, et en particulier du Certificat d'Aptitude Professionnelle (CAP) en 1919, les concours cessent. Les œuvres produites durant les examens continuent toutefois à faire l'objet d'expositions.
Des tombolas sont organisées, afin de revendre les productions des participants aux concours puis des candidats aux examens.

#### Jurys des concours et présidents des concours de dessin
Le jury des concours de travaux manuels était nommé par le Patronage. Il s'agissait de personnalités parmi les ouvriers et patrons de chaque discipline.
Le jury des concours de dessin était composé de huit personnes : quatre jurés nommés par les candidats, et quatre nommés par les organisateurs. Un président du jury était également toujours nommé par le Patronage, en général parmi des personnalités célèbres du milieu de l'ameublement et de la décoration. Ainsi, Alexandre Sandier, directeur artistique de la Manufacture Nationale de Sèvres fut président du jury du concours de dessinateurs du Patronage industriel des enfants de l'ébénisterie en 1898 et en 1904. Il fut suivi de Frantz Jourdain en 1899, de Charles Genuys en 1900 et 1908, de Lucien Magne en 1901, d'Emile Trélat en 1902, de Constant Moyaux en 1903, d'Eugène Grasset en 1905, d'Henry Havard, écrivain d'art, auteur du Dictionnaire de l'ameublement et de la Décoration en 1907 et d'Henri Deglane en 1910 (les dates données sont celles des remises de prix, les concours ayant en général lieu l'année précédente).

#### Prix des concours
Les prix des concours de travaux manuels étaient en général des outils et des livrets bancaires.
Les prix des concours de dessinateurs étaient variables. Parmi les plus prestigieux, on note qu'un vase de Sèvres a été offert lors de la remise des prix du concours du Patronage de 1913 dans la catégorie "Dessin de Meubles" à un certain Eugène Mariage ("hors concours", c'est-à-dire déjà lauréat du 1er prix l'année précédente). Un autre vase de Sèvres aurait quant à lui été offert au premier prix du concours de la Chambre d'Apprentissage des Industries de l'Ameublement par le Général de Gaulle en 1960 ou 1961.

### Les cours
Le souhait d'enrichir les connaissances théoriques de ces jeunes ouvriers, notamment en matière de compréhension des plans et des instructions, est rapidement émis. Ce besoin est particulièrement mis en évidence lors des concours annuels.

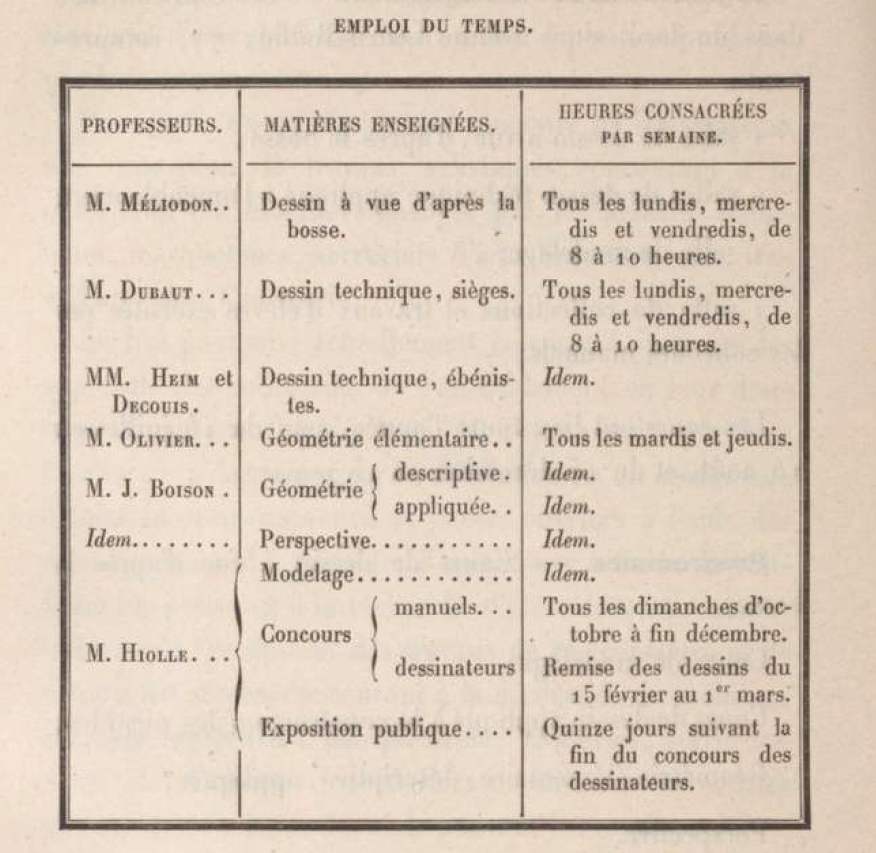
Emploi du temps des cours du Patronage - 1900

Ainsi, les premiers cours organisés par le Patronage débutent le 20 octobre 1873, dans un local de l'ancien passage Saint-Pierre prêté par la Ville de Paris. Celle-ci accorde par ailleurs une aide annuelle de 3 000 francs au Patronage afin de permettre la création de ces cours. Il s'agit de cours de dessin ayant lieu de 20 heures à 22 heures, d'abord trois fois par semaine, puis chaque soir. Petit à petit, l'enseignement s'enrichit, notamment par l'inclusion de cours de géométrie par Jules Boison en 1883. En 1905, on recense cinq grands types de cours dispensés à l'école : le dessin à vue, le dessin technique appliqué à l'ameublement, le modelage, la géométrie élémentaire, descriptive et appliquée et la perspective. Les enseignants sont d'abord des bénévoles ou ne touchent qu'une faible indemnisation, avant que l'enseignement puisse être professionnalisé avec l'amélioration des finances du Patronage.

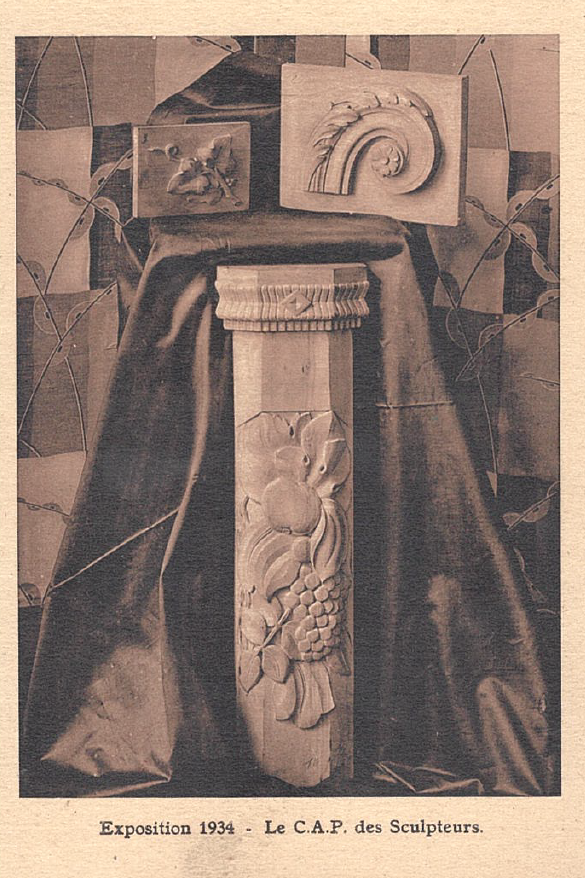
Exposition du CAP sculpture sur bois des élèves de la CAIA - 1934

L'instruction des ouvriers via ces cours du soir fait s'élever progressivement le niveau des demandes de ces derniers et donc des cours dispensés. La difficulté de suivre des cours théoriques pour les travailleurs chaque soir en dépit de leur fatigue - beaucoup n'ayant parfois que des antécédents scolaires très limités - est néanmoins observée. Ces cours sont donc adaptés par leurs organisateurs pour que leur application pratique soit évidente et que l'intérêt des élèves soit maintenu. L'enseignement par des professionnels des métiers est ainsi privilégiée, ainsi que l'adaptation du vocabulaire employé.
Le développement de l'enseignement dispensé par le Patronage est aussi de s'adapter aux changements rapides qui animent l'industrie du mobilier à cette période, et en 1878, il prend le nom de Patronage Industriel des enfants de l'ébénisterie.
Le Certificat d'Aptitude Professionnelle est créé en 1928 et peu à peu les examens se substituent aux concours. L'apprentissage est définitivement encadré par les diplômes nationaux et départementaux et un minimum d'heures de cours par année doit être respecté.
Des cours de perfectionnement subsistent un temps, trois fois par semaine, pour les travailleurs ayant terminé leur cursus de CAP. Ils ont lieu en dehors des heures de travail.

### Fusion avec l'Association de l'Apprentissage des Industries de l'Ameublement
La Chambre Syndicale de l'Ameublement, formation créée en 1860, entretient des liens étroits avec le Patronage des Enfants de l'ébénisterie : plusieurs des membres sont communs aux deux entités, les adresses du secrétariat de la Chambre et le siège du Patronage sont temporairement similaires (15, rue de la Cerisaie), et des subventions et du matériel sont accordées au Patronage par la Chambre.. On constate également la présence des membres de la Chambre aux cérémonies de remise des prix du Patronage.
En mars 1903, le Patronage devient une association au sens juridique actuel du terme.
En 1911, la Chambre Syndicale crée l'Association d'Apprentissage des Industries de l'Ameublement,. Il y est prévu que des cours de jour soient organisés et rendus obligatoires pour tout apprenti travaillant chez un patron adhérent au Patronage Industriel des enfants de l'ébénisterie. Ces cours doivent donc compléter les cours du soir déjà organisés par le Patronage. Jules Boison, qui a quitté en 1911 ses fonctions à l'école Boulle et en 1912 la présidence du Patronage, est le principal organisateur de ces premiers cours de jour.
Dès les années 1900 en effet, plusieurs voix plaident pour la création de cours plus longs et en dehors des journées de travail, permettant aux apprentis de suivre les cours dans de meilleures conditions et d'améliorer ainsi plus rapidement leurs compétences techniques et connaissances théoriques.
Contrairement à ceux dispensés à l'école Boulle, ces cours concernent les jeunes gens déjà intégrés à un atelier (apprentis ou jeunes ouvriers).
À la fin de l'année 1913, sur l'offre de Jules Boison, les cours de jour sont pleinement intégrés au Patronage.
En 1928, l'association du Patronage Industriel des enfants de l'ébénisterie, obtient une reconnaissance d'utilité publique.
Entre 1929 et 1931, l'Association de l'Apprentissage poursuivant des buts identiques à celui-ci, est intégrée au Patronage. Celui-ci devient alors la Chambre d'Apprentissage des Industries de l'Ameublement (CAIA), et conserve sa reconnaissance d'utilité publique sous ce nouveau nom.
L'Union des tapissiers-décorateurs (ou Chambre syndicale des tapissiers-décorateurs) est intégrée à cette fusion. Le rapprochement de ce regroupement de tapissiers avec le Patronage et l'Association de l'Apprentissage est visible depuis plusieurs années (voir chapitre ci-dessous).

### Réunion avec les autres métiers de l'ameublement

#### Tapissiers-décorateurs
Le Comité de Patronage des Apprentis tapissiers décorateurs, a été créé par la Chambre syndicale des tapissiers-décorateurs en 1872, en poursuivant des buts similaires au Patronage des Enfants de l'ébénisterie, et avec des moyens comparables. Les cours en revanche, ne mélangent pas les apprentis et les ouvriers. Des concours sont également organisés par le Comité de Patronage des apprentis tapissiers-décorateurs.
Le rapprochement de cette Chambre syndicale avec celle de l'Ameublement, et donc du Patronage Industriel des enfants de l'ébénisterie semble se faire au cours des années 1910.
Suivant la répartition initiale de ces métiers, les cours de tapisserie en siège sont exclusivement suivis par des jeunes-hommes, tandis que les cours de tapisserie en décor le sont par des jeunes-femmes. Ces séparations disparaissent avec le temps.

#### Emballeurs professionnels
La France Libre - 3 octobre 1946 - page 2

#### Doreurs et encadreurs
Bien qu'étant deux métiers différents, les doreurs et les encadreurs sont souvent assimilés en raison de la fabrication et de la restauration des cadres dorés.
Charles Fournier était président de la Chambre syndicale des doreurs, miroitiers et ornemanistes en 1900.

#### Autres métiers
Miroitiers (La France Libre - 3 octobre 1946 - page 2)
Vendeurs d'ameublement (La France Libre - 3 octobre 1946 - page 2)

### Lieux occupés par l'école
Le siège du Patronage est un moment localisé au domicile d'Henri Lemoine, rue des Tournelles. Les lieux où les cours sont dispensés à partir de 1873 sont, eux, toujours situés dans le Faubourg Saint-Antoine, mais les adresses varient régulièrement au gré des possibilités. Le Patronage ne bénéficiant au départ que de moyens financiers limités aux dons et aux adhésions (les cours étant gratuits), le paiement d'un loyer élevé était inenvisageable.
De 1873 à 1880, les premiers cours du soir ont lieu dans des locaux inoccupés au numéro 2 de l'ancien passage Saint-Pierre donnant sur la rue Saint-Antoine et sur la rue Saint-Paul, et prêtés par la municipalité. L'installation d'une école primaire par la Ville pousse le Patronage à la recherche d'un autre lieu.
Les cours sont localisés pendant un court temps au 59 de la rue du Faubourg Saint-Antoine avant de se déplacer dans des locaux plus spacieux passage du Chantier jusqu'en 1891. Cette amélioration des conditions d'enseignement correspond à l'ajout, deux soirs par semaine, de cours de géométrie. Le siège de l'association est lui bientôt situé au domicile de Jules Boison, alors président du Patronage, au 49 bis, rue de Charenton.
.

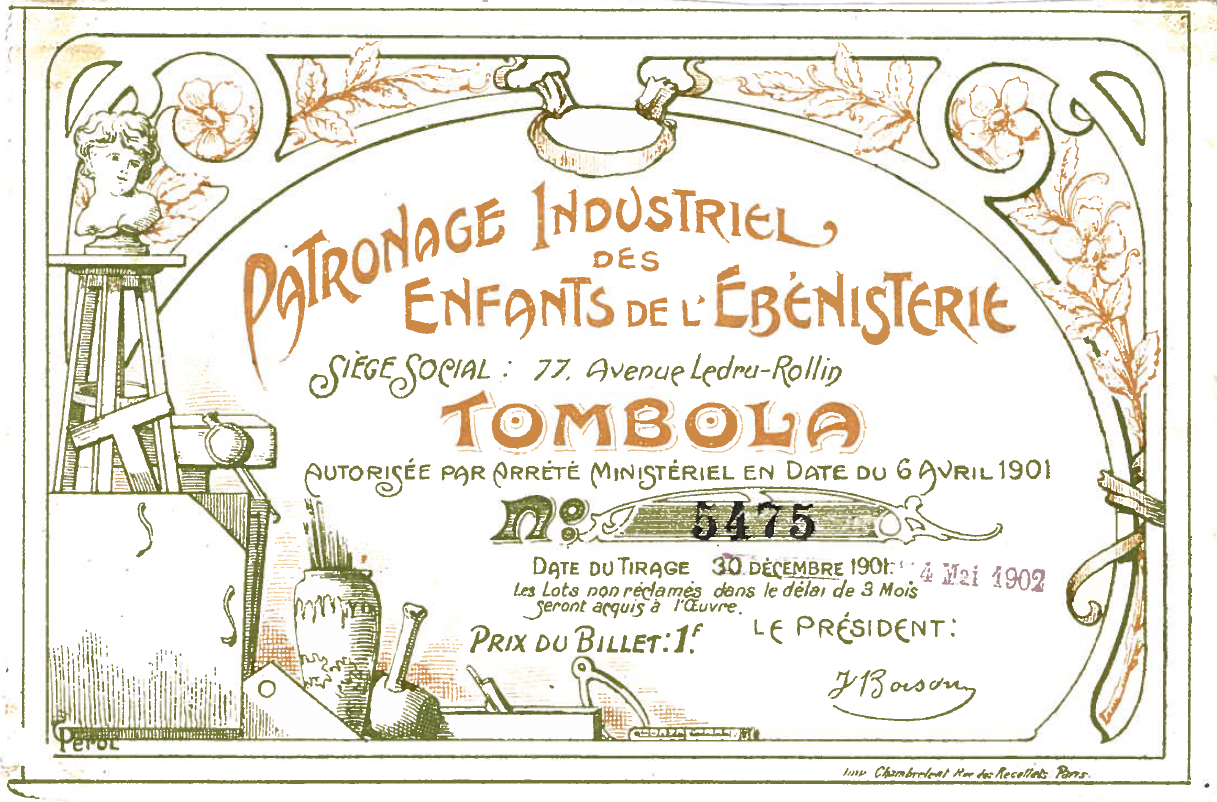
Un billet de la tombola de 1901 organisée par le Patronage : l'adresse du siège est celle du Président, Jules Boison

À partir de 1891, l'enseignement a lieu au 10, rue Saint-Nicolas (le Carré Saint-Nicolas), de l'autre côté du 77, avenue Ledru-Rollin où est placé le siège de l'association correspondant là encore au domicile de Jules Boison. Au bout de quelques années, l'école est officiellement située elle aussi au 77, avenue Ledru-Rollin.
Les concours de travaux manuels eux, sont finalement hébergés dans des locaux de l'école Boulle, au lieu d'être dispersés dans les différents ateliers volontaires de Paris, afin de permettre une surveillance accrue ainsi qu'un meilleur confort de travail des participants.

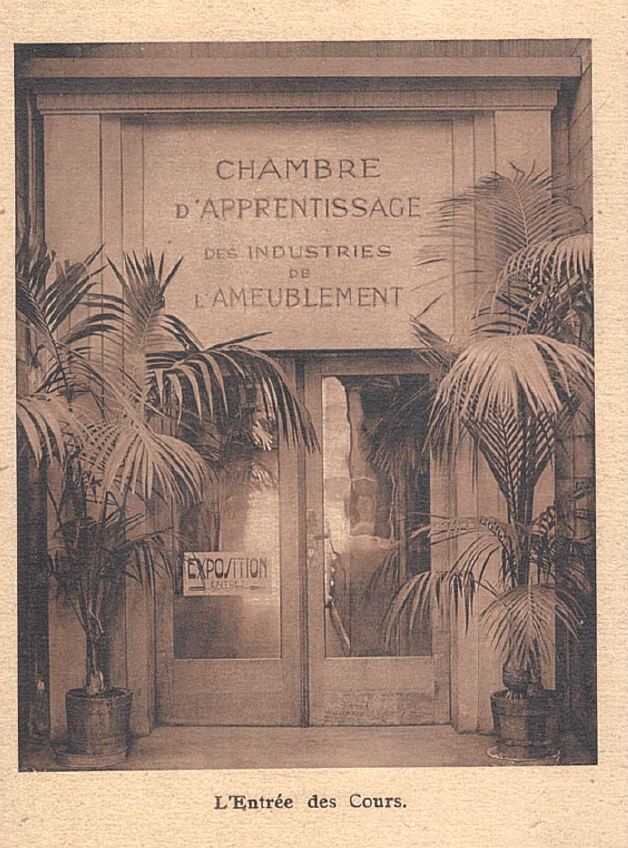
L'entrée des cours de la Chambre d'Apprentissage des Industries de l'Ameublement - 1934

À partir de 1929, les cours du Patronage, puis de la Chambre d'Apprentissage des Industries de l'Ameublement - nouveau nom du Patronage à partir de 1931 - ont lieu 28, rue Faidherbe, à l'instar d'autres organisations. C'est notamment le cas des ateliers du collège d'enseignement technique (CEI) d'ébénisterie Godefroy Cavaignac. Plus tard, ces lieux deviendront une annexe de l'école Boulle. Les liens avec l'école Boulle sont assez forts durant cette période, les professeurs exerçant parfois dans l'une et l'autre école dans la continuité de l’œuvre de Jules Boison.
L'augmentation du nombre d'élèves après la Seconde Guerre Mondiale amène l'école à demander une aide financière auprès du sous-secrétariat d’État de l'Enseignement Technique. Cette sollicitation débouchera sur la mise à disposition dans les années 1940 de deux salles supplémentaires situées à l'école Boulle « moyennant 600 francs par trimestre, plus les frais accessoires ». Les cours de tapisserie sont hébergés au 39, rue Crozatier à partir de 1945.
Après 53 ans d'occupation des locaux de la rue Faidherbe, qui lui auront donné le surnom « d'école Faidherbe » durant cette période, la Chambre d'Apprentissage des Industries de l'Ameublement déménage en 1981 au 8, passage de la Bonne Graine. Cet emplacement donnera progressivement son nom d'usage à l'école, La Bonne Graine, majoritairement employé aujourd'hui.
En 1994, l'école déménage à nouveau pour s'installer dans l'immeuble du 200 bis, boulevard Voltaire, locaux qu'elle occupe toujours aujourd'hui. Cet ouvrage est construit pour l'usage des cours, et des logements privés gérés par la Ville de Paris sont installés aux étages supérieurs.

## Formations

### Diplômes dispensés

#### Diplômes de niveau 3
- CAP doreur à la feuille ornemaniste
- CAP ébéniste
- CAP encadreur
- CAP emballeur professionnel
- CAP tapissier-tapissière d'ameublement en siège
- CAP tapissier-tapissière d'ameublement en décor
- CAP dessinateur industriel d'ameublement
- CAP rentrayeur - restaurateur de tapis
- CAP rentrayeur - restaurateur de tapisserie
- CAP arts du bois - option sculpteur ornementiste (ou ornemaniste)

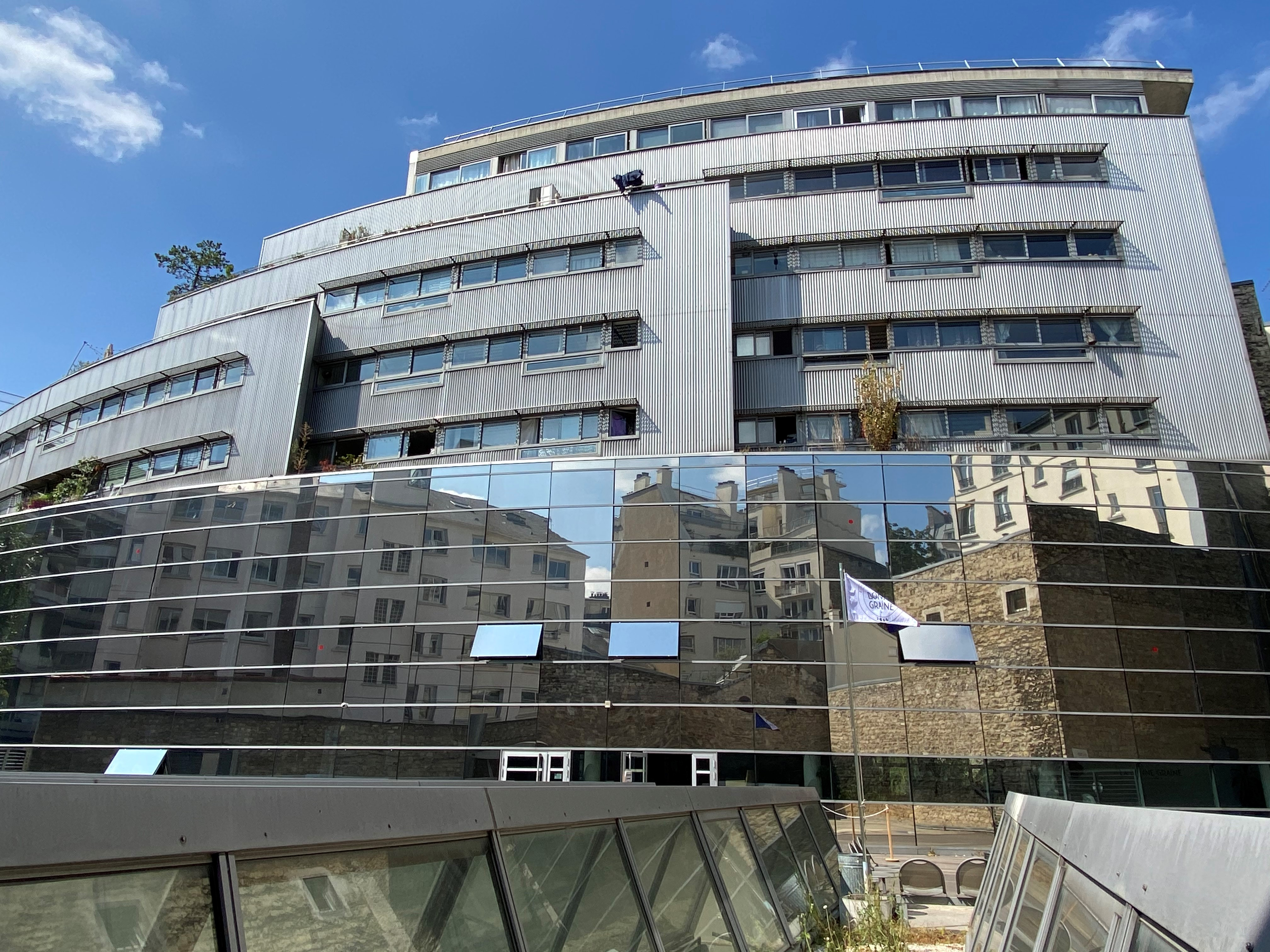
L'école en 2021 (façade vitrée), et les logements gérés par la Ville de Paris au-dessus.

- CAP arts du bois - option tourneur sur bois
- CAP arts du bois - option marqueteur
- CAP menuisier en siège

#### Diplômes de niveau 4
- Brevet des Métiers d'Art (BMA) ébéniste
- Brevet Professionnel (BP) ameublement - option tapisserie décoration

#### Diplômes créés à l'initiative de l'école
- CAP dessinateur industriel d'ameublement
- Brevet des Métiers d'Arts ébéniste : Créé en 1990 par la Chambre d'Apprentissage, ce diplôme est devenu un diplôme national officiel avec le décret no 92-692 du 20 juillet 1992.

#### Autres formations non diplômantes
Restaurateur de pianos : cette formation "maison" a existé d'octobre 1993 à juin 1998, chaque session durait deux ans. 20 élèves ont ainsi été formés.

## Fonctionnement

### Structure
Les membres de l'association sont divisés entre 13 conseils professionnels, correspondant chacun aux différents métiers enseignés. Il s'agit d'artisans des métiers de l'ameublement, de personnalités en lien avec l'industrie de l'ameublement et d'anciens élèves. Les salariés de l'établissement sont également membres. Les conseils professionnels ont un rôle d'écoute et de conseil sur l'activité de l'association.
Le fonctionnement correspond au fonctionnement habituel d'une association : le Conseil d'Administration est élu lors des assemblées générales parmi les adhérents et les adhérentes de l'association. Il est l'organisme décisionnaire de cette dernière. Le bureau, composé d'un président, d'un secrétaire et d'un trésorier est élu parmi ses membres.
L'organe d'enseignement est composé des salariés de l'association et les formateurs et formatrices des matières professionnelles sont issus des métiers de l'ameublement et du décor.
Depuis 1928 et jusqu'à la mise en application de la loi "Avenir professionnel" de 2018, le financement était auparavant assuré par la taxe d'apprentissage ainsi que des aides de la Région Île-de-France. Actuellement, le financement principal de la Bonne Graine est le même que pour tous les CFA en France : le montant de chaque contrat signé est défini annuellement par les branches professionnelles et payé au centre par l'Opérateur de compétences concerné. En complément, la CAIA dispense également quelques formations payantes ouvertes à un public ne pouvant prétendre à l'alternance.

### Alternance
Le statut de Centre de Formations d'Apprentis est créé en 1971, et la Chambre d'Apprentissage des Industries de l'Ameublement dispense alors son enseignement en tant que CFA. L'essentiel des formations se déroulent en alternance, principalement en contrat d'apprentissage (et plus rarement en contrat de professionnalisation). Selon les diplômes, la formation dure entre une et trois années. Les cours qui sont dispensés à l'école sont des cours théoriques et/ou d'atelier, selon les formations concernées. Le reste du temps, les apprentis apprennent leur métier chez l'artisan avec lequel ils ont signé leur contrat d'apprentissage. Le rythme de l'alternance dépend du diplôme préparé. Les diplômes sont passés en épreuve ponctuelle (et non en contrôle continu) à la fin de la formation. Selon les diplômes et les épreuves, ces dernières sont examinées par un jury mixte composé de professionnels ainsi que de formateurs, du centre et d'autres centres.
Malgré un fort taux d'insertion professionnelle, ce mode d'enseignement est aujourd'hui de moins en moins usité dans l'ameublement, au contraire de l'enseignement en lycée professionnel. La CAIA est donc aujourd'hui avec les centres de l'Association de Formation Professionnelle des Industries de l'Ameublement (AFPIA) l'un des seuls Centres de Formation d'Apprentis en France uniquement consacrés aux métiers de l'ameublement.

## Personnalités
- Jules Boison - ébéniste
- Louis Brouhot - ébéniste
- Georges Vriz - marqueteur

## Reconnaissances et récompenses
Le Patronage industriel des enfants de l'ébénisterie a reçu deux médailles à l'occasion du concours organisé annuellement par la Société de protection des apprentis et des enfants employés dans les manufactures, une en 1867 en présence de l'Impératrice Eugénie et une en 1874.

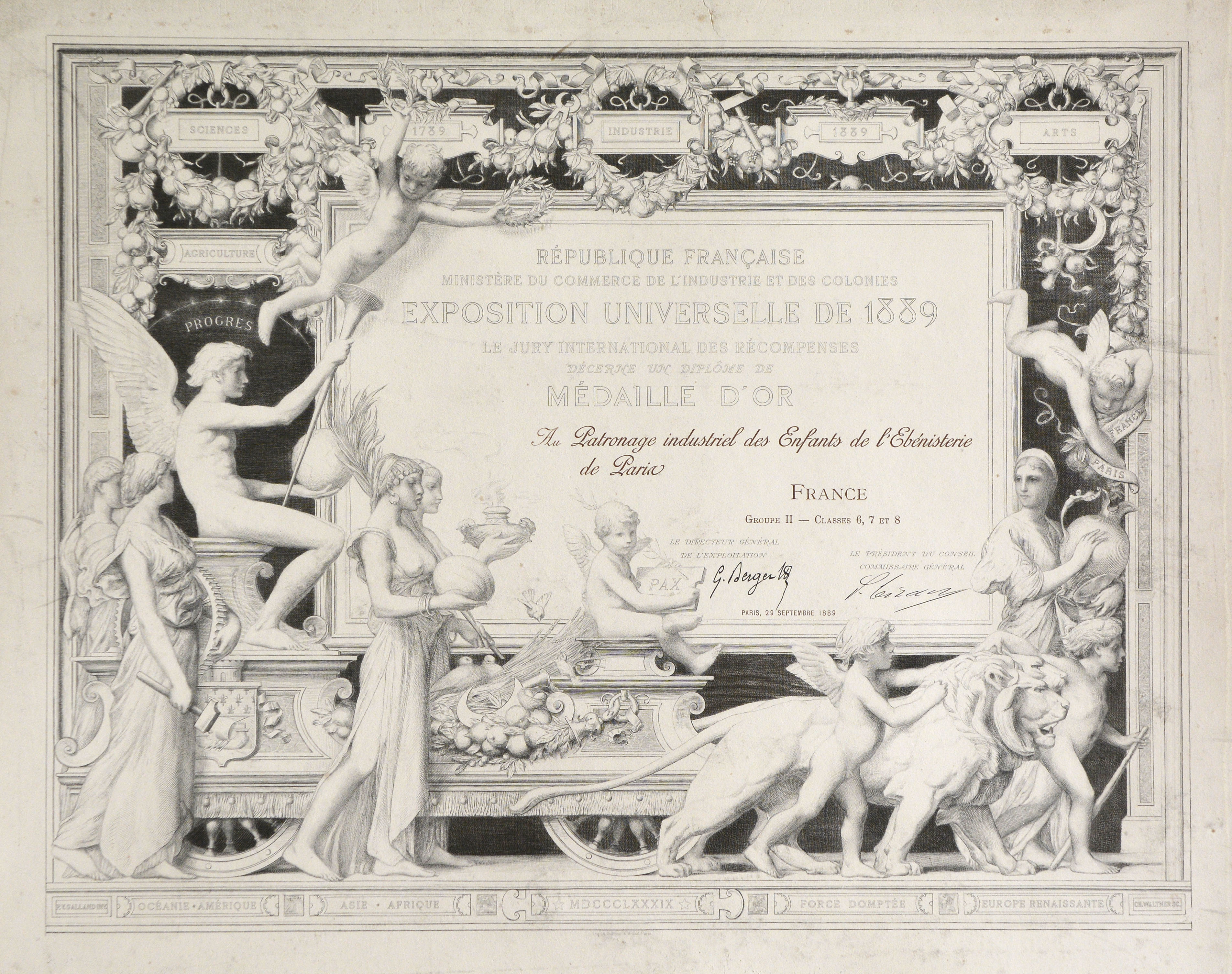
Diplôme de médaille d'or décerné au Patronage industriel des Enfants de l’Ébénisterie lors de l'Exposition Universelle de 1889

En 1869, l'Impératrice Eugénie a accordé officiellement sa Haute Bienveillance à l'égard du Patronage et a fait don à l'école de deux médailles d'argent à son effigie pour symboliser ce parrainage.
Le patronage est ensuite récompensé à plusieurs Expositions Universelles. Ainsi, durant l'Exposition Universelle de Paris de 1878, il reçoit une médaille d'argent dans la classe 17 : mobilier de luxe et à bon marché. Lors de l'Exposition Universelle de Paris de 1889, le patronage reçoit cette fois deux médailles d'or et une médaille d'argent. Enfin, durant l'Exposition Universelle de Paris de 1900, il est récompensé du Grand Prix dans la classe 6 Enseignement spécial, industriel et commercial et d'une médaille d'or dans la classe 69 Meubles à bon marché et meubles de luxe.
L'association a été reconnue d'utilité publique le 29 novembre 1928 par un décret signé d'André Tardieu, Ministre de l'Intérieur et de Gaston Doumergue, président de la République.
Enfin, à l'occasion des 150 ans de sa création, La Chambre d'Apprentissage des Industries de l'Ameublement a été placée sous le Haut Patronage du président de la République François Hollande pendant l'année 2016.
Son Directeur actuel, Jérôme Theveny, est décoré en 2023 de la médaille de Chevalier des Palmes Académiques, pour son engagement pour le développement de l’apprentissage.

## Présidents et directeurs
| Nom                            | Profession                               | Dates d'occupation du poste | Informations complémentaires       |
| ------------------------------ | ---------------------------------------- | --------------------------- | ---------------------------------- |
| Henri Lemoine                  | ébéniste, tapissier, marchand de meubles | 1866 à 1888                 |                                    |
| Jules Boison                   | ébéniste, industriel                     | 1888 à 1912                 | Président d'honneur de 1912 à 1917 |
| Vincent Epeaux                 | ébéniste                                 | 1912 à 1931                 | Président d'honneur de 1931 à 1945 |
| Fernand Saddier                | ensemblier/industriel                    | 1931                        |                                    |
| Géo Rémon                      | tapissier-décorateur                     | 1931-1932                   | Président honoraire par la suite   |
| Camille Richard                | dessinateur-architecte-décorateur        | 1934 à 1945                 | Directeur général par la suite     |
| Albert Goumain                 | sculpteur                                | 1945 à 1946                 |                                    |
| Henri Epeaux (fils de Vincent) | ébéniste                                 | 1946 à inconnu              |                                    |
| Georges Strosser               | ébéniste                                 | inconnu à 1974              |                                    |
| André Lemoine                  | tapissier-décorateur                     | 1974 à 1976                 |                                    |
| Jean Alot                      | doreur                                   | 1976 à 1997                 |                                    |
| Robert Seigneur                | tapissier-décorateur                     | 1997 à 2011                 |                                    |
| Pierre Chevalier               | rentrayeur                               | 2011 à 2017                 |                                    |
| Arnaud Seigneur                | tapissier-décorateur                     | 2017 à aujourd'hui          |                                    |

Au fur et à mesure que l'activité d'enseignement de l'association gagne en importance, la présidence de l'association, bénévole, se distingue de la direction des cours, salariée. Cette fonction devient à partir de 1945, avec Camille Richard, celle de Directeur Général.
| Nom                                    | Profession | Dates d'occupation du poste |
| -------------------------------------- | ---------- | --------------------------- |
| Léon Caillet (directeur des cours)     | architecte |                             |
| Alphonse Paradis (directeur des cours) |            | Mort en 1943                |
| G. Rouest (directeur des cours)        |            |                             |
| Camille Richard                        | ébéniste   | 1945 à 1956                 |
| René Kirbuhler                         |            | 1956 à 1974                 |
| Gérard Boidet                          | ébéniste   | 1974 à 1996                 |
| Pascal Porte                           | tapissier  | 1996 à 2011                 |
| Régis Dupont                           |            | 2011 à 2013                 |
| Jérôme Theveny                         | ébéniste   | 2013 à aujourd'hui          |

## Publications
- De l'Antiquité à nos jours - Arts, styles et mobilier, Éditions Massin, 1991
- Pascal Payen-Appenzeller, La Bonne Graine - École d'Ameublement de Paris - 1866-2016, deux tomes (Tome I : Le récit - Tome II : les archives), publication à compte privé, 2016